# Lực lượng vũ trang Afghanistan

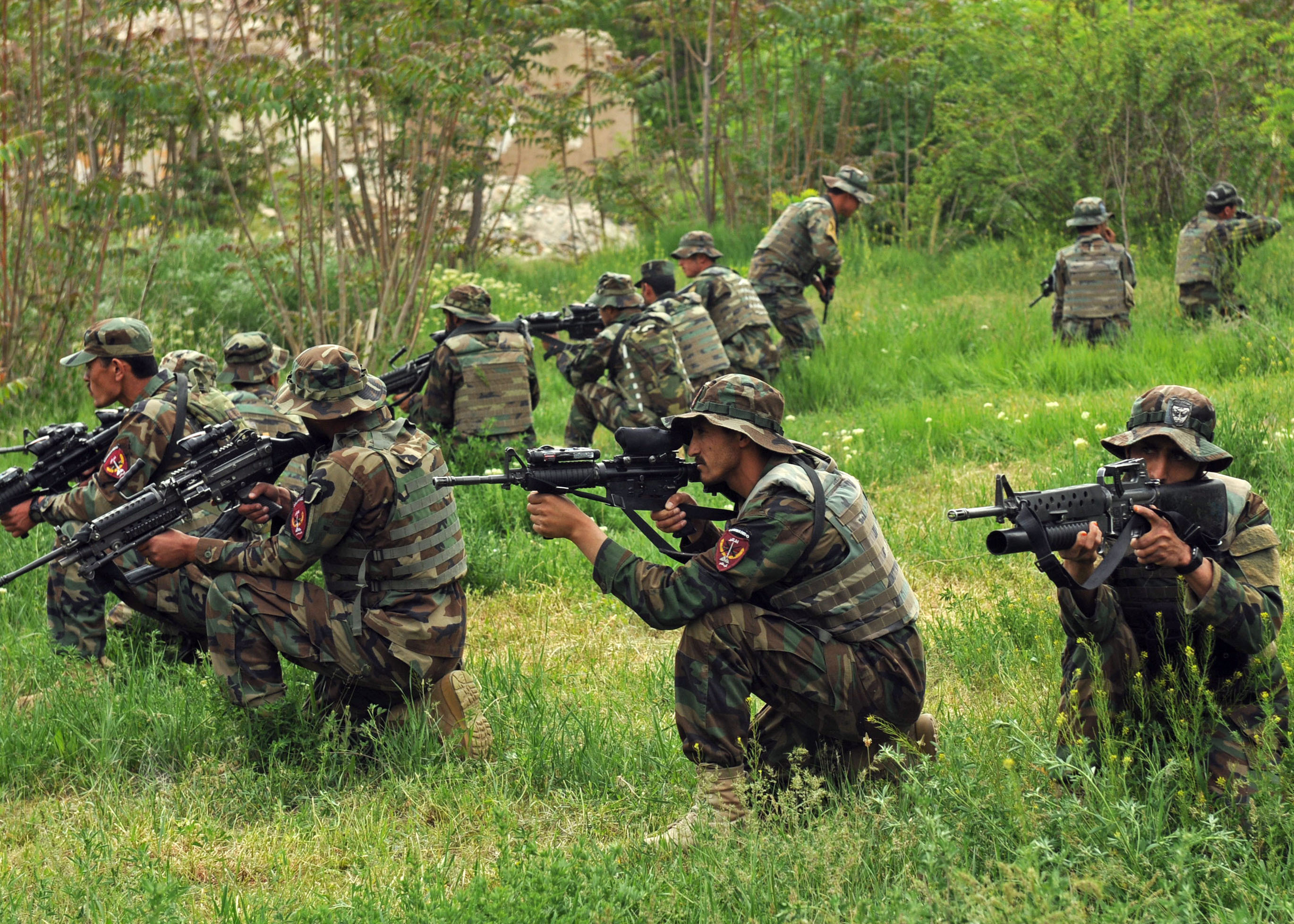
Lực lượng vũ trang Afghanistan đang vào vị trí chiến đấu

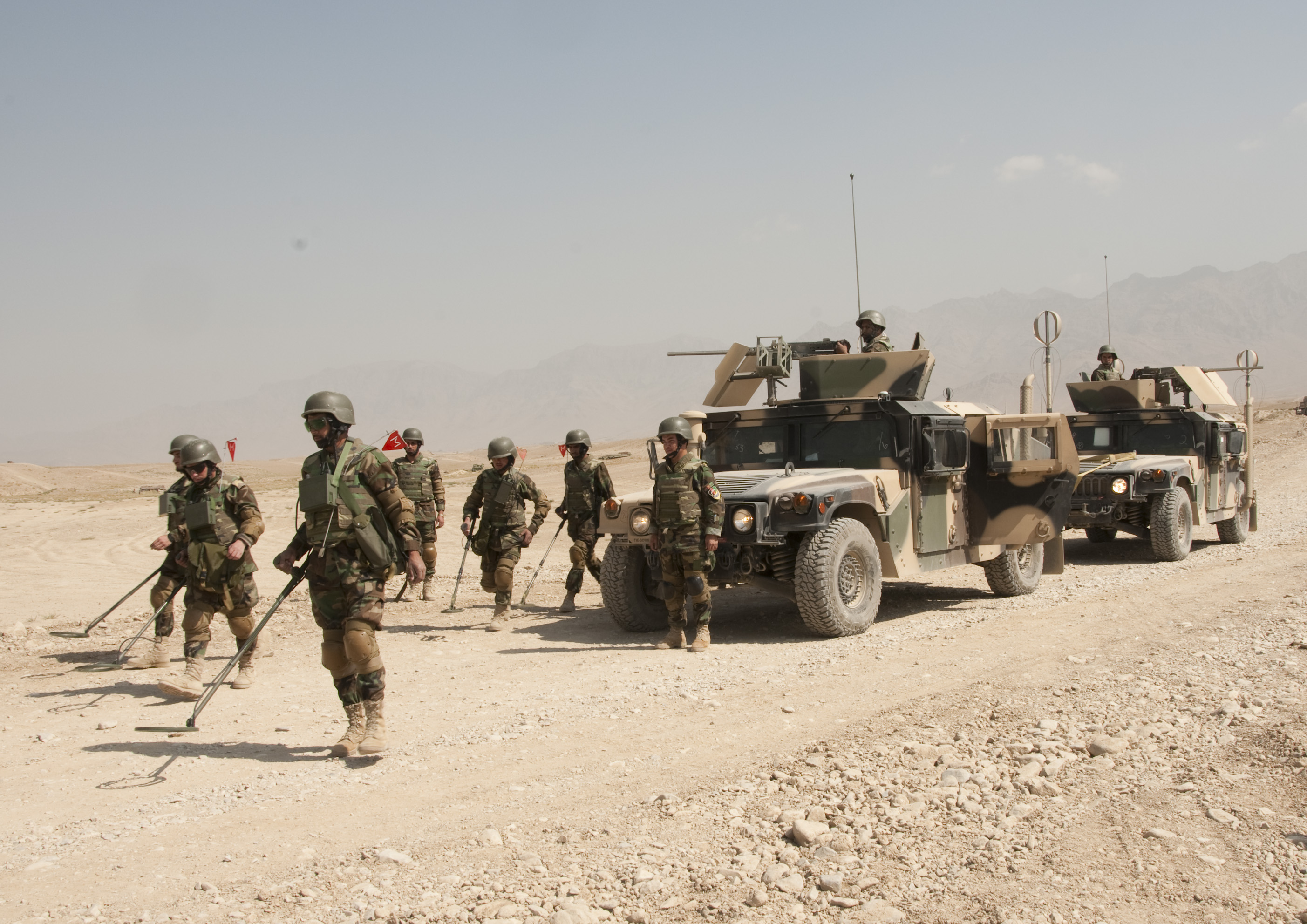
Lực lượng vũ trang Afghanistan được tổ chức, trang bị hiện đại, huấn luyện bài bản theo tiêu chuẩn và mô hình tân tiến của nền quân sự phương Tây

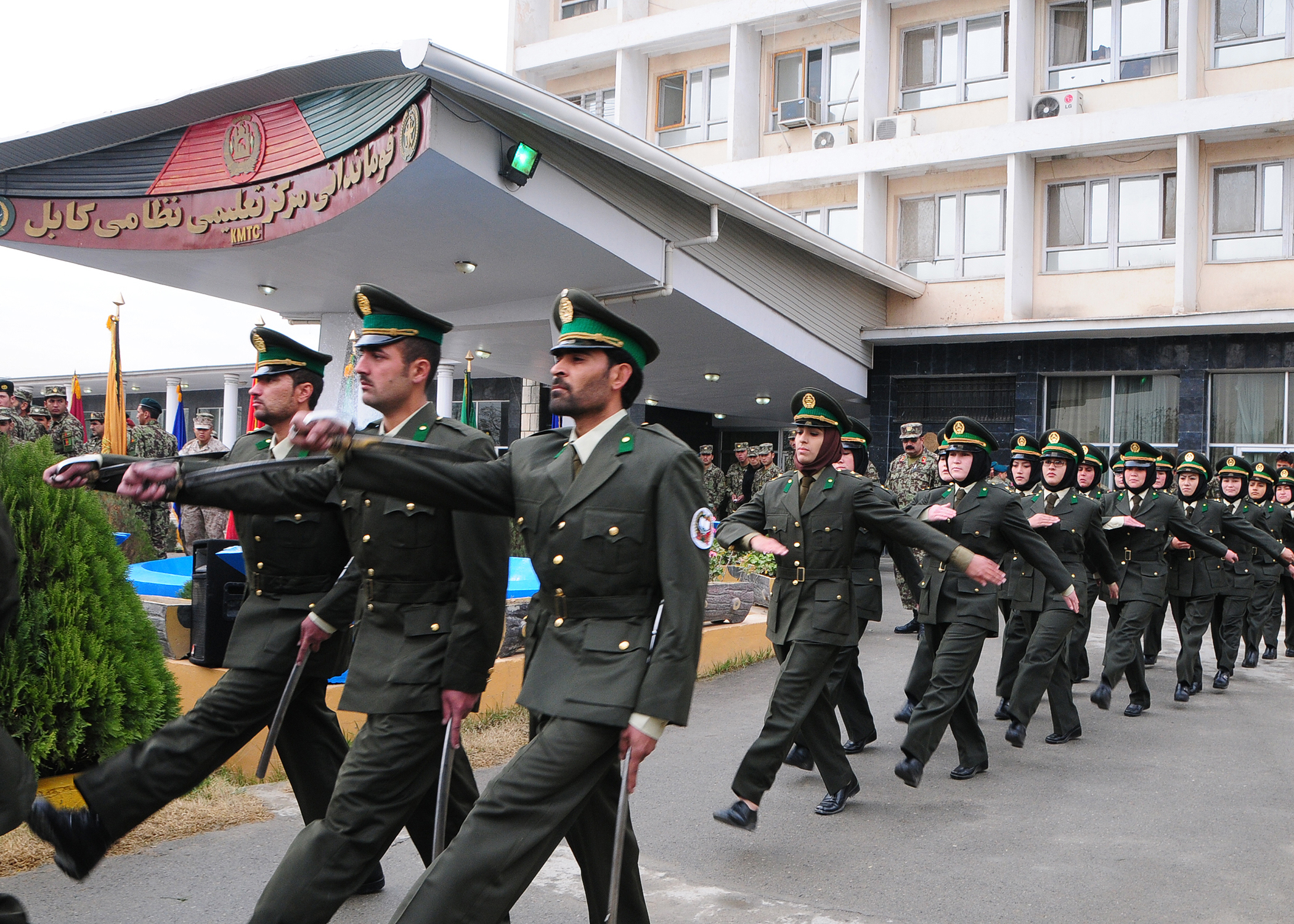
Cảnh duyệt binh chỉnh tề trang nghiêm vào năm 2014, cho thấy Lực lượng này có sự tham gia của phái nữ

Lực lượng vũ trang Afghanistan (tiếng Pashto: نیروهای مسلح افغانستان, tiếng Anh: Afghan Armed Forces) là lực lượng quân sự của nước Cộng hòa Hồi giáo Afghanistan. Lực lượng vũ trang Afghanistan bao gồm Quân lực Quốc gia Afghanistan (Afghan National Army) và Không lực Afghanistan (Afghan Air Force), Lực lượng vũ trang Afghanistan không tổ chức lực lượng hải quân do là một quốc gia không giáp biển. Tổng thống Afghanistan từng là Tổng tư lệnh các lực lượng vũ trang Afghanistan, lực lượng này đặt dưới sự quản lý của Bộ Quốc phòng Afghanistan. Trung tâm Chỉ huy Quân sự Quốc gia ở Kabul đóng vai trò là trụ sở chính.
Theo chuyên trang Global Firepower thì Lực lượng Vũ trang Afghanistan được xếp hạng là quân đội mạnh xếp hàng thứ 75 trên thế giới cho thấy họ là lực lượng quân sự đáng gờm. Tổng sĩ số của họ là 186.000 binh lính và sĩ quan chỉ huy. Lực lượng vũ trang Afghanistan có các căn cứ và tiền đồn nhỏ rải đều toàn diện trên khắp đất nước Afghanistan, bao gồm ở các tỉnh Badakhshan, Balkh, Helmand, Herat, Kabul, Kandahar, Nangarhar và Parwan, cũng như ở các thành phố Kunduz, Ghazni, Gardez, Khost, Fayzabad, Farah và Zaranj.
Lực lượng vũ trang Afghanistan bắt nguồn từ năm 1709 khi triều đại Hotaki được thành lập ở Kandahar, sau đó là Đế chế Durrani. Quân đội Afghanistan được tái tổ chức với sự hỗ trợ của người Anh vào năm 1880, khi đất nước được cai trị bởi Amir Abdur Rahman Khan. Nó được hiện đại hóa trong thời kỳ cai trị của Vua Amanullah Khan vào đầu thế kỷ 20, và sau đó là trong thời kỳ cai trị bốn mươi năm của Vua Zahir Shah. Từ năm 1978 đến năm 1992, Lực lượng vũ trang Afghanistan do Liên Xô chống lưng đã tham gia vào các cuộc giao tranh ác liệt với các nhóm mujahideen đa quốc gia, những người sau đó được Hoa Kỳ, Ả Rập Xê-út, Pakistan và các nước khác hậu thuẫn. Sau khi Tổng thống Najibullah từ chức vào năm 1992 và sự hỗ trợ của Liên Xô chấm dứt, quân đội Afghanistan đã giải thể thành các bộ phận do các phe phái khác nhau kiểm soát. Tiếp nối thời đại này là chế độ Taliban, những người lãnh đạo được lực lượng vũ trang Pakistan huấn luyện và chịu ảnh hưởng.
Sau khi chế độ Taliban bị lật đổ vào cuối năm 2001 sau cuộc tấn công của Mỹ và Liên quân NATO và cùng sự hình thành của Chính quyền lâm thời Afghanistan do Mỹ dựng lên thì các lực lượng vũ trang Afghanistan bắt đầu tái tổ chức. Họ đã được tổ chức, tài trợ, trang bị, huấn luyện, đào tạo, kèm cặp theo chuẩn quốc tế từ các quốc gia thành viên NATO mà chủ yếu là Hoa Kỳ. Vượt qua những khó khăn, thách thức, gian khổ bước đầu trong những ngày tái lập và những vấn đề ban đầu về tuyển dụng và đào tạo, lực lượng này đã cho thấy đang trở nên hiệu quả trong công cuộc chiến đấu chống lại quân nổi dậy Taliban dưới sự yểm trợ đắc lực của Mỹ và NATO. Các Lực lượng Vũ trang Afghanistan hoạt động và tác chiến độc lập, thọc sâu nhưng cũng nhận được sự hỗ trợ không giới hạn trên không từ Không lực Hoa Kỳ.
Với tư cách là một đồng minh lớn không thuộc NATO, Afghanistan đã nhận được hàng tỷ đô la hỗ trợ quân sự từ Hoa Kỳ cho việc đầu tư cho lực lượng này. Lực lượng vũ trang Afghanistan dưới thời Cộng hòa Hồi giáo Afghanistan đã sụp đổ sau cuộc tấn công của Taliban vào mùa hè năm 2021. Sau khi thủ đô Kabul bị Taliban kiểm soát và Tổng thống Ashraf Ghani chạy trốn khỏi đất nước này, các Lực lượng Vũ trang Afghanistan trên thực tế không còn tồn tại.